# Mark Lewis-Francis
Pour les articles homonymes, voir Mark Lewis, Lewis et Francis.
Mark Lewis-Francis (né le 4 septembre 1982 à Darlaston, Midlands de l'Ouest) est un athlète britannique, évoluant sur le sprint.

## Carrière
Il détient la meilleure marque junior de tous les temps sur 100 m avec un temps de 9 s 97 réalisé en 2001. Néanmoins, à cause des conditions de vent douteuses ce temps n'est pas homologué par l'IAAF comme le record du monde junior (dont la possession revient à Darrel Brown avec 10 s 01). Ce temps demeure encore son record personnel, il n'a pas vraiment confirmé chez les seniors, son principal succès étant sa victoire en relais 4 × 100 m avec ses compatriotes Jason Gardener, Darren Campbell et Marlon Devonish aux Jeux olympiques d'Athènes. Ils y battirent le relais américain composé de Shawn Crawford, Justin Gatlin, Coby Miller et Maurice Greene d'un centième de seconde (38 s 07 contre 38 s 08). Sur le plan individuel, Lewis-Francis fut demi-finaliste du 100 m lors de ces jeux. 
Lewis-Francis a été contrôlé positif au cannabis après les Championnats d'Europe en salle 2005 de Madrid le 5 mars 2005, et perdit ainsi sa médaille d'argent sur 60 mètres acquise lors de la compétition au profit de Ronald Pognon, arrivé troisième. Il est par ailleurs déchu de son titre continental du relais 4 × 100 m acquis lors des Championnats d'Europe de 2002 en raison du dopage de Dwain Chambers.
Aux championnats d'Europe d'athlétisme 2006 à Göteborg, il se classe 5e du 100 m, et remporte la médaille d'or du 4 × 100 m avec Dwain Chambers, Darren Campbell, et Marlon Devonish en 38 s 91.
À son palmarès il faut ajouter un titre de vice-champion d'europe en salle en 2002 sur 60 mètres en 6 s 55 derrière son compatriote Jason Gardener. 
Le 28 juillet 2010, lors des Championnats d'Europe d'athlétisme 2010 à Barcelone, il remporte la médaille d'argent de l'épreuve du 100 m avec un temps de 10 s 18. Le troisième, le français Martial Mbandjock termine également en 10 s 18 tout comme les quatrième Francis Obikwelu et cinquième Dwain Chambers. Quatre sprinteurs sont ainsi départagés au millième.

## Palmarès
| Année | Compétition                    | Lieu              | Place | Épreuve   |
| ----- | ------------------------------ | ----------------- | ----- | --------- |
| 1999  | Championnats d'Europe juniors  | Riga              | 2e    | 100 m     |
| 2000  | Championnats du monde juniors  | Santiago du Chili | 1er   | 100 m     |
| 2000  | Championnats du monde juniors  | Santiago du Chili | 1er   | 4 × 100 m |
| 2001  | Championnats du monde en salle | Lisbonne          | 3e    | 60 m      |
| 2001  | Championnats d'Europe juniors  | Grosseto          | 1er   | 100 m     |
| 2001  | Championnats d'Europe juniors  | Grosseto          | 1er   | 4 × 100 m |
| 2002  | Championnats d'Europe en salle | Vienne            | 2e    | 60 m      |
| 2003  | Championnats du monde en salle | Birmingham        | 4e    | 60 m      |
| 2004  | Jeux olympiques                | Athènes           | 1er   | 4 × 100 m |
| 2005  | Championnats du monde          | Helsinki          | 3e    | 4 × 100 m |
| 2006  | Championnats d'Europe          | Göteborg          | 5e    | 100 m     |
| 2006  | Championnats d'Europe          | Göteborg          | 1er   | 4 × 100 m |
| 2006  | Coupe du monde des nations     | Athènes           | 2e    | 4 × 100 m |
| 2007  | Championnats du monde          | Osaka             | 3e    | 4 × 100 m |
| 2010  | Championnats d'Europe          | Barcelone         | 2e    | 100 m     |
| 2010  | Coupe continentale             | Split             | 3e    | 100 m     |
| 2010  | Jeux du Commonwealth           | New Delhi         | 2e    | 100 m     |